# Hermandad Sacerdotal Española
La Hermandad Sacerdotal Española (HSE) fue una asociación de presbíteros católicos constituida en 1969 que llegó a reunir a unos 6000 sacerdotes españoles opuestos a los cambios eclesiales y políticos que se producían en España tras el Concilio Vaticano II durante los años del tardofranquismo y la Transición.

## Historia
Según Luis Suárez Fernández, la Hermandad Sacerdotal Española tuvo su origen en la Asociación San Antonio María Claret fundada en Barcelona por el jesuita Jaime Piulachs que se consolidó en 1967 gracias al apoyo de algunos obispos. Se colocó bajo la advocación de San Pío X porque su objetivo era la lucha contra el modernismo. De acuerdo con Gonzalo Álvarez Chillida, la Hermandad nació a instancias de la revista Iglesia-Mundo.
Fue fundada en 1969 por el franciscano Miguel Oltra, Capellán Nacional de la División Azul, que ejercería el cargo de presidente. El secretario general sería el padre Venancio Marcos, Misionero Oblato de María Inmaculada conocido por sus predicaciones religiosas en la radio.
La Hermandad fue reconocida oficialmente el 6 de mayo de 1971 por un Decretum laudis. Poco después se opuso radicalmente a las conclusiones de la Asamblea de Obispos y Sacerdotes celebrada en Madrid en septiembre bajo la presidencia del cardenal Tarancón en la que se acordó poner fin a la estrecha relación que había mantenido desde la guerra civil española la Iglesia Católica con el régimen franquista. Según Luis Suárez Fernández, «la Hermandad se afirmaría en los años siguientes en su postura de denuncia de las desviaciones que, a su juicio, se estaban produciendo y manifestando el convencimiento de que la ruptura entre la Iglesia y las autoridades, que presentaba como una nueva forma de clericalismo aunque esta vez desde la izquierda, sólo podría causar daño a la propia Iglesia y a las almas. Acusaría a la Conferencia Episcopal Española de ejercer una verdadera dictadura ahogando las opiniones que no coincidían con la postura oficial».
Esta agrupación de sacerdotes diocesanos y religiosos estuvo vinculada al obispo de Cuenca José Guerra Campos y fue muy crítica con el cardenal Tarancón, presidente de la Conferencia Episcopal Española desde 1972, conocido por su tendencia progresista y su enfrentamiento con el régimen franquista. La Hermandad destacó por sus conflictos con los obispos y el clero progresista, así como su oposición a la desaparición de la confesionalidad católica del Estado.

### Posicionamiento político
Parte de la Hermandad Sacerdotal Española formó parte del llamado «Búnker», que se oponía a la evolución del franquismo a una democracia liberal junto con la Hermandad de Alféreces Provisionales, la Confederación Nacional de Excombatientes, el grupo de la revista Fuerza Nueva y los monárquicos tradicionalistas de Gonzalo Fernández de la Mora que se constituirían en la Unión Nacional Española.
En 1974 el presbítero Venancio Marcos afirmó que «en la Hermandad Sacerdotal nadie puede dudar del espíritu del 18 de Julio», mientras que otro sacerdote de la Hermandad, Jesús González Quevedo, indicó que «después de haber perdido la unidad católica española por un mal entendimiento del Concilio, estamos en peligro de perder la confesionalidad católica, llegando así a lo que había predicho Azaña de que nuestra Patria dejarla algún día de ser oficialmente católica».
La Hermandad Sacerdotal Española recibió apoyo de publicaciones carlistas y de extrema derecha como Iglesia-Mundo, Roca Viva, El Cruzado Español, Fuerza Nueva y ¿Qué pasa?.

### Relación con la Hermandad Sacerdotal San Pío X
Partidaria de las objeciones de los cardenales Ottaviani y Bacci a la nueva misa, en 1969 la Hermandad Sacerdotal Española escribió al Papa y marchó a Roma para defender la misa tradicional, si bien al año siguiente acabarían aceptando el nuevo rito.
Sin embargo, los sacerdotes de la Hermandad Sacerdotal Española mostraron su simpatía por el arzobispo Marcel Lefebvre antes de su suspensión a divinis, llegando a colaborar estrechamente con el arzobispo francés en la formación de una resistencia católica en defensa de la tradición.
Las relaciones con Lefebvre y su Hermandad Sacerdotal San Pío X fueron especialmente estrechas con la sección catalana de la HSE, la Asociación de Sacerdotes y Religiosos San Antonio María Claret, dirigida por José Bachs Cortina y José Mariné Jorba, partidarios del rito romano tradicional de la misa frente al novus ordo missae de Pablo VI. También fue miembro destacado de la sección catalana de la Hermandad el Dr. Ramón Serinanell, que escribió el libro No podemos claudicar en lo esencial del catolicismo.
Al producirse la suspensión de Lefebvre en 1976, la Hermandad envió cartas al nuncio apostólico y al presidente de la Conferencia Episcopal Española, reiterando su adhesión y obediencia al Papa y desvinculándose del «lefebvrismo». La excepción fue mosén José Mariné Jorba, quien después de 1976 siguió manteniendo contactos con los grupos sacerdotales de Lefebvre y desde su parroquia de San Félix Africano de Barcelona orientó algunas vocaciones hacia el seminario de Ecône.
En 1991 la Hermandad Sacerdotal Española publicó, de la pluma de su presidente el canónigo Luis Madrid Corcuera, un libro titulado Historia de un gran amor a la Iglesia no correspondido, en el que dio a conocer la historia colectiva de los sacerdotes afiliados a la Hermandad «durante los confusos días eclesiales del postconcilio».
Algunos de sus líderes fueron Miguel Oltra Hernández, Venancio Marcos, Jesús Alfaro Rivero y Luis Madrid Corcuera.[cita requerida]